# 朱卿
朱卿（1526年—1593年），字汝弼，一字子忠，别號忠斋，山西潞安府長子縣陶唐里人，民籍，明朝政治人物。

## 生平
乙卯科（1555年）山西鄉試第十七名。嘉靖三十五年（1556年），登進士第二甲第五十三名進士。礼部观政，初授户部四川司主事，钦差通州管仓、天津督粮、河南山东监兑军粮。四十一年历升员外郎、河南佥事，四十四年升左参议，隆慶元年（1567年）八月升山东按察司副使，历陕西左参政，万历二年（1574年）正月升山东按察使，六月升本省右布政，闰十二月升左布政，丁忧归。七年（1579年）八月復除浙江左布政使，九年二月升迁顺天府府尹，八月以疾致仕。

## 家族
曾祖朱浩；祖父朱順；父朱定，壽官封户部主事。母暴氏，贈安人；繼母傅氏，封太安人。弟朱鄰、朱臣。